# Jurij Sjurkalov
Jurij Ctepanovitj Sjurkalov (ryska: Юрий Степанович Шуркалов), född den 18 september 1949 i Tjeljabinsk i Tjeljabinsk oblast, är en sovjetisk roddare.
Han tog OS-silver i tvåa med styrman i samband med de olympiska roddtävlingarna 1976 i Montréal.